# Bricanyl Turbuhaler
Bricanyl Turbuhaler, är ett bronkdilaterande läkemedel, som marknadsförs av Astra Zeneca.
Preparatet är avsett att inhaleras genom en inhalator. Den aktiva substansen i Bricanyl är terbutalin.
Preparatet är receptbelagt och är avsett för följande luftvägssjukdomar:
- kramp i luftvägarna (den glatta muskulaturen)
- bronkialastma
- luftrörskatarr (kronisk bronkit)
- akut försämring av andningsförmåga vid skador på lungblåsorna (lungemfysem)
- andra lungsjukdomar som ger en sammandragning (obstruktion) av luftvägarna

Preparatet används för att få snabb lindring vid akuta besvär. För långsiktig behandling av kroniska sjukdomar används andra medel, till exempel Pulmicort.
Vanliga biverkningar är darrningar, hjärtklappning, yrsel, muskelvärk och huvudvärk.